# Anolis longiceps
Anolis longiceps е вид влечуго от семейство Dactyloidae. Видът е световно застрашен, със статут Уязвим.

## Разпространение
Разпространен е в Малки далечни острови на САЩ.

## Описание
Популацията на вида е стабилна.